# Thornton Chase

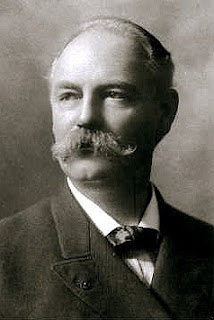
Thornton Chase (um 1900)

Thornton Chase (* 22. Februar 1847 in Springfield; † 30. September 1912 in Los Angeles, Kalifornien) war ein US-amerikanischer Autor. Er wurde von Abdu’l Baha als der erste Bahai des amerikanischen Kontinentes bezeichnet und von Shoghi Effendi posthum zu einem Jünger Abdu’l Bahas ernannt.

## Leben
Thornton Chase wurde 1894 in Chicago Bahai. Mindestens drei Amerikaner akzeptierten die neue Religion vor Thornton Chase, verließen jedoch wieder den Bahai-Glauben. So sollte Chase als der erste Amerikaner betrachtet werden, der Bahai wurde und auch Bahai blieb. Abdu’l Baha gab ihm den neuen Namen Thabit („der Standhafte“). Er reiste als Versicherungsvertreter extensiv für seinen Arbeitgeber und lehrte dabei den Glauben. Im April 1907 besuchte er Abdu’l Baha während seiner Gefangenschaft in Akkon. Nach der Rückkehr veröffentlichte Thornton Chase 1908 seine Pilgernotizen unter dem Titel „In Galilee“. Er schrieb und veröffentlichte außerdem ein Einführungswerk in den Bahai-Glauben mit dem Titel „The Bahá'i Revelation“, das sogar ins Deutsche übersetzt wurde. Thornton Chase starb in Los Angeles kurz bevor Abdu’l Baha in Kalifornien ankam. Abdu’l Baha konnte nur noch das Grab von Thornton Chase auf dem Friedhof von Inglewood besuchen.

## Werke
- Thornton Chase: In Galilee. Bahai Publishing Society, Chicago 1908 (Online).
- Thornton Chase: In Galilee. Hrsg.: Kalimát Press. Los Angeles 1985, ISBN 0-933770-38-3 (Online).
- Thornton Chase: The Bahai Revelation. Bahai Publishing Society, Chicago 1909 (Online).
- Thornton Chase: Die Bahaioffenbarung. Deutscher Bahai-Bund, Stuttgart 1925.